# Joanis Papandoniu
Joanis (Janos) Papandoniu, gr. Ιωάννης (Γιάννος) Παπαντωνίου (ur. 27 lipca 1949 w Paryżu) – grecki polityk i ekonomista, poseł do Parlamentu Europejskiego I kadencji, parlamentarzysta krajowy, minister finansów i ekonomii (1994–2001) oraz obrony (2001–2004).

## Życiorys
Syn prawników Panajotisa Panopulosa, i Ewangelii Papandoniu. Studiował ekonomię na Uniwersytecie Narodowym im. Kapodistriasa w Atenach i University of Wisconsin-Madison, a także historię w École pratique des hautes études. Kształcił się w Queens’ College w ramach Uniwersytetu Cambridge, gdzie w 1977 obronił doktorat dotyczący industrializacji Grecji po II wojnie światowej. Autor książek i publikacji naukowych. Nauczał na uniwersytecie w Atenach, następnie od 1978 do 1981 zatrudniony w departamencie ekonomicznym OECD w Paryżu. Później wykładał m.in. w London School of Economics, od 2007 kierował też think tankiem Centre for Progressive Policy Research (KEPP).
Do 1980 działał w Komunistycznej Partii Grecji, następnie w Ogólnogreckim Ruchu Socjalistycznym. W 1981 wybrano go posłem do Parlamentu Europejskiego, przystąpił do frakcji socjalistycznej. Po upływie kadencji był doradcą premiera ds. europejskich, następnie wiceministrem ekonomii (1985–1989, 1993–1994) i handlu (1989). W latach 1988–2007 zasiadał w Parlamencie Hellenów z okręgu Ateny A. W maju 1994 został ministrem ekonomii narodowej, od września 1996 kierował ponadto resortem finansów w rządach Andreasa Papandreu i Kostasa Simitisa. Zajmował się wówczas negocjowaniem przystąpienia Grecji do strefy euro. W październiku 2001 przeszedł na fotel ministra obrony narodowej, który zajmował do marca 2004.
Żonaty ze Stawrulą Kuraku, ma troje dzieci.

## Sprawy sądowe
W 2009 został razem z żoną oskarżony o ukrywanie majątku przed organami podatkowymi. W tej sprawie w 2014 został razem z żoną skazany na 4 lata pozbawienia wolności w zawieszeniu i karę grzywny (później złożył skargę do Europejskiego Trybunału Praw Człowieka). Oskarżono go także o przyjmowanie łapówek od koncernów zbrojeniowych, w 2018 w związku z tą sprawą trafił do aresztu. Wypuszczono go na wolność w marcu 2020.